# Cycas collina
Cycas collina é uma espécie de cicadófita do género Cycas da família Cycadaceae, nativa do Laos (possívelmente) e de Son La, no Vietname. Segundo dados de 2010, a população tende a descrescer.